# David James (contre-ténor)
Pour les articles homonymes, voir David James (homonymie) et James.
David James est un contre-ténor britannique, l'un des trois membres fondateurs du Hilliard Ensemble avec Paul Hillier et Paul Elliott au début des années 1970. 

## Biographie
Né en 1956 en Angleterre, David James fait ses études à l'université d'Oxford, où il est membre du Magdalen College. Après l'obtention de son diplôme, il rejoint le chœur de l'abbaye de Westminster.
En 1974, il est membre fondateur du Hilliard Ensemble avec Paul Hillier et Paul Elliott, et remporte en 1978 le premier prix du concours international de chant de Bois-le-Duc aux Pays-Bas. 
En tant que membre du Hilliard, il contribue au renouveau de la musique ancienne, particulièrement la polyphonie vocale de la Renaissance, mais l'ensemble enregistre également de nombreux compositeurs contemporains, tels James McMillan, John Tavener ou Arvo Pärt. 
David James chante également avec The Sixteen, ensemble avec lequel il enregistre la Passion selon saint Jean de Bach, le Messie de Haendel ou des cantates de Bach. 
Comme soliste, il est spécialisé dans le répertoire baroque et contemporain. Il s'est produit aussi bien à l'English National Opera qu'au Festival d'Aldeburgh, et a créé des partitions originales pour contre-ténor des compositeurs Heinz Holliger et Gavin Bryars. 

## Discographie sélective
- Marc-Antoine Charpentier, Canticum in honorem Sancti Ludovici H.365, Gents Madrigaalkoor, David James, contre-ténor, Cantabile Gent, Musica Polyphonica, dir. Louis Devos. CD Erato 0630-13734-2 (1982).
- Marc-Antoine Charpentier, Messe des morts pour 4 voix et continuo H.7, De profundis H.213, Messe des morts pour 4 voix et orchestre H.10, David James, contre-ténor, Westvlaams Vocaal Ensemble,  Musica Polyphonica, dir. Louis Devos. CD Erato (1979) report Erato Japon WPCS 16174 (1997).